# Абу Умар аль-Багдади
Ха́мид Даву́д Муха́ммед Хали́ль аз-Зави́ (араб. حامد داود محمد خليل الزاوي‎), более известный под псевдонимами Абу́ Абдалла́ ар-Раши́д аль-Багдади́, Абу́ Ха́мза аль-Багдади́ и Абу́ У́мар аль-Багдади́ (араб. أبو عمر البغدادي‎;	
1959, Королевство Ирак — 18 апреля 2010, Тикрит), Салах-эд-Дин, Ирак) — радикальный исламист, бывший бригадный генерал иракской армии, бывший глава «Совещательного собрания моджахедов» — головной организации восьми суннитских исламистских повстанческих группировок («Аль-Каида в Ираке», «Джейш ат-Таифа аль-Мансура» и др.), затем эмир Исламского государства Ирак в 2006—2010 годах. 18 апреля 2010 года стало известно, что Абу Умар аль-Багдади был убит в результате ракетного обстрела американо-иракскими силами дома недалеко от Тикрита, где он укрывался. 25 апреля того же года Исламское государство Ирак официально подтвердило факт гибели своего лидера.

## Биография
Абу Умар аль-Багдади родившийся под именем Хамид Давуд Мухаммед Халиль аз-Зави родился в деревне Эз-Завия недалеко от города Эль-Хадита в мухафазе Анбар. Он происходил из племени курайшитов Аль-Араджия. Его отец Мухаммед Халиль аз-Зави был местным шейхом в его родной деревне. Абу Умар аль-Багдади окончил Полицейскую академию в Багдаде и позже служил офицером полиции в Эль-Хадите, но был уволен в 1993 году из-за своей салафитской идеологии. По некоторым данным, он был бригадным генералом полиции Ирака во времена правления Саддама Хусейна.
После ухода из полиции он работал в мастерской по ремонту электроники и был имамом мечети Аль-Асаф.
В 2003 году после вторжения коалиционных сил в Ирак примкнул к иракским повстанцам. «Аль-Каида в Ираке» (Исламское государство Ирак) 25 апреля 2010 года подтвердила его гибель.

## Семья
Сын — Сухайб Хамид аз-Зави. В своей профессиональной деятельности пошёл по стопам отца и стал террористом. Был убит во время боевого столкновения неподалеку от Эль-Каим в мухафазе Анбар.